# Tamar (album)
Tamar är det självbetitlade debutalbumet av den amerikanska sångaren Tamar Braxton utgivet av DreamWorks Records i Nordamerika den 21 mars 2000. Albumet misslyckades att nå några framgångar i USA där den endast nådde plats 127 på albumlistan Billboard 200.

## Låtlista
| 1.  | "Get None" (featuring Jermaine Dupri och Amil) | Amil, Bryan-Michael Cox, Jermaine Dupri, Mya Harrison, Tamara Savage | Bryan-Michael Cox, Jermaine Dupri | 3:49 |
| 2.  | "Your Room"                                    | Tim Kelley, Bob Robinson                                             | Tim & Bob                         | 4:14 |
| 3.  | "No Disrespect" (featuring Missy Elliot)       | Melissa Elliot                                                       | Missy Elliot                      | 3:33 |
| 4.  | "Money Can't Buy You Love"                     | Darrell "Delite" Allamby, Lincoln "Link" Browder                     | Darrell "Delite" Allamby          | 4:31 |
| 5.  | "Tonight"                                      | Tim Kelley, Bob Robinson                                             | Tim & Bob                         | 4:20 |
| 6.  | "If You Don't Wanna Love Me"                   | Christopher A. Stewart, Tocha Scott                                  | Tricky Stewart                    | 3:58 |
| 7.  | "Once Again"                                   | Darrell "Delite" Allamby                                             | Darrell "Delite" Allamby          | 4:15 |
| 8.  | "You Don't Know"                               | Tim Kelley, Bob Robinson                                             | Tim & Bob                         | 4:07 |
| 9.  | "Can't Nobody"                                 | Christopher A. Stewart, Tab                                          | Tricky Stewart                    | 4:28 |
| 10. | "I'm Over You"                                 | Christopher A. Stewart, Tamar Braxton                                | Tricky Stewart                    | 4:03 |
| 11. | "Words"                                        | Tim Kelley, Bob Robinson                                             | Tim & Bob                         | 3:56 |
| 12. | "The Way It Should Be"                         | Christopher A. Stewart, Tab, Tamar Braxton                           | Tricky Stewart                    | 4:39 |
| 13. | "Miss Your Kiss"                               | Tim Kelley, Bob Robinson                                             | Tim & Bob                         | 4:22 |
| 14. | "Get Mine"                                     | Christopher A. Stewart, Tab, Tamar Braxton                           | Tricky Stewart                    | 4:02 |

## Topplistor
| Topplista                              | Högsta listplacering |
| -------------------------------------- | -------------------- |
| USA Billboard 200                      | 127                  |
| USA Top R&B/Hip-Hop Albums (Billboard) | 42                   |